# Wasatch County
Wasatch County ist ein County im Bundesstaat Utah der Vereinigten Staaten. Das U.S. Census Bureau hat bei der Volkszählung 2020 eine Einwohnerzahl von 34.788 ermittelt. Der Sitz der Countyverwaltung (County Seat) ist Heber City.

## Geographie
Das Wasatch County hat eine Fläche von 3132 Quadratkilometern, davon sind 82 Quadratkilometer Wasserfläche. Es grenzt im Uhrzeigersinn an die Countys: Duchesne County, Utah County, Salt Lake County und Summit County.

## Geschichte
Wasatch County wurde im Jahre 1862 gegründet. Es erhielt seinen Namen abgeleitet aus dem indianischen Wort für Bergpass.

## Demografische Daten

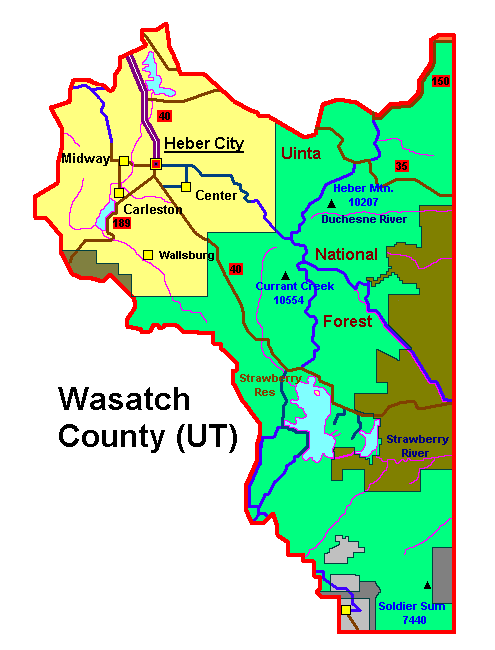
Wasatch County (UT) Details

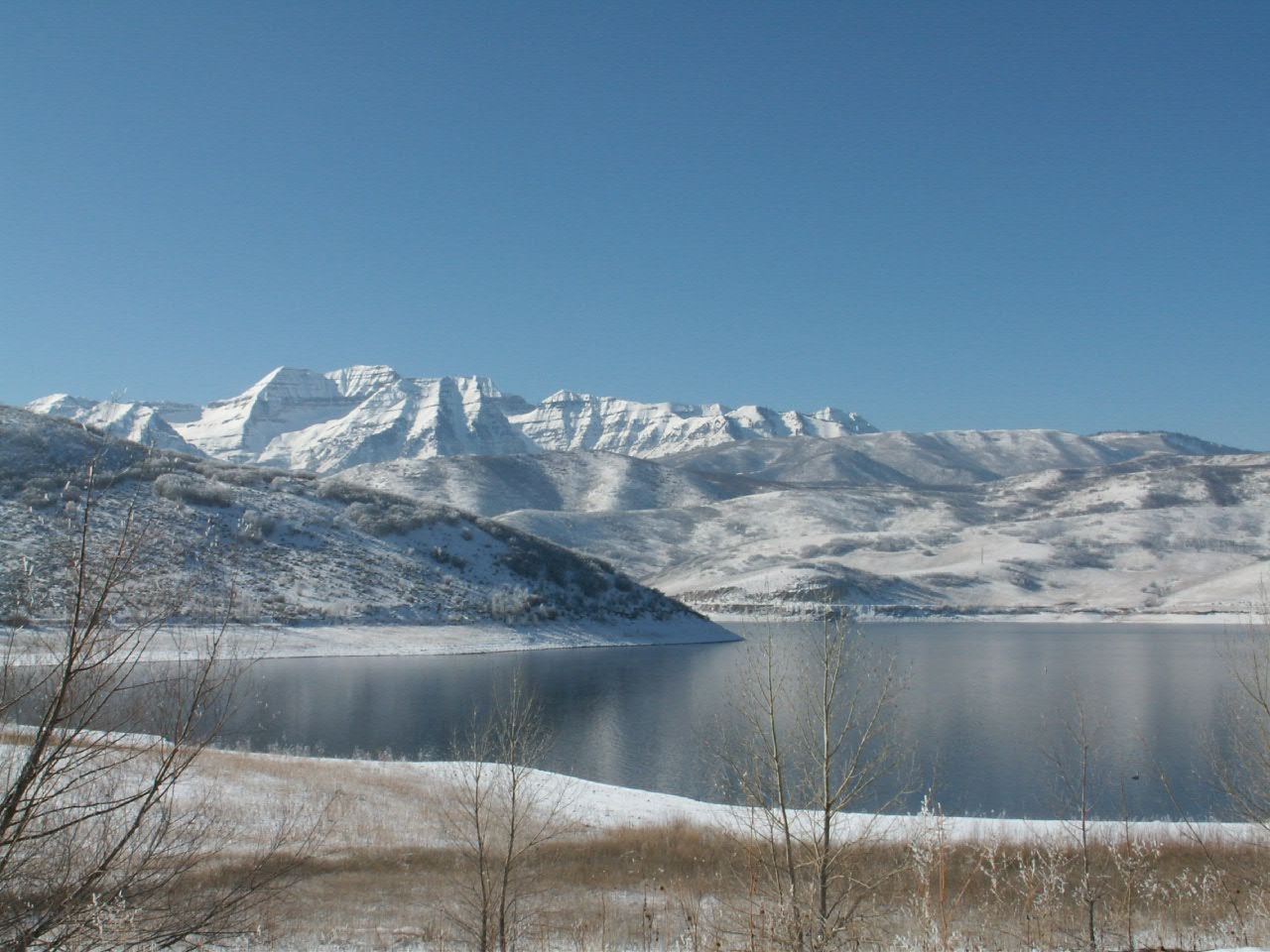
Der Mount Timpanogos und das Deer Creek Reservoir

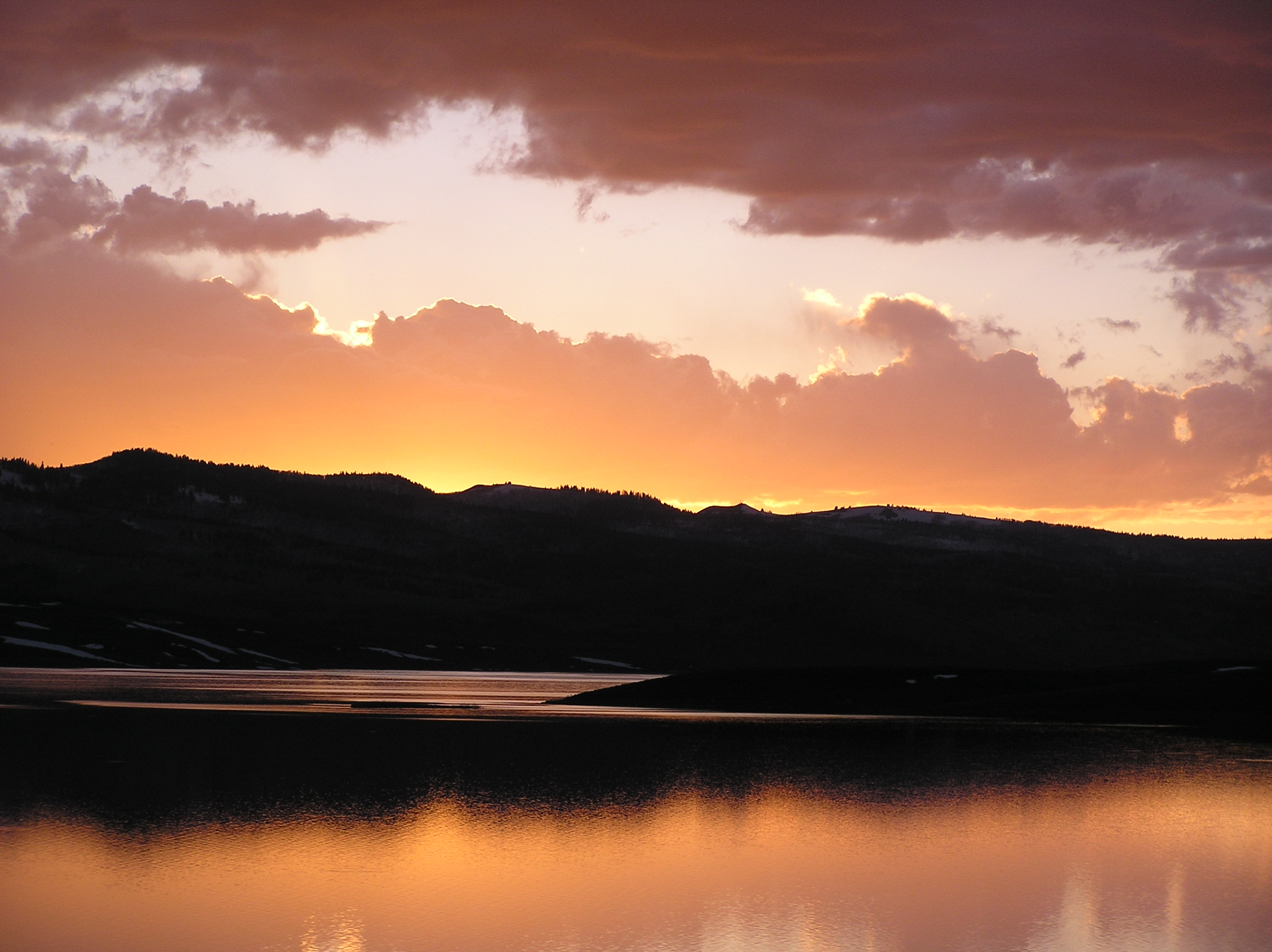
Das Strawberry Reservoir

Nach der Volkszählung im Jahr 2000 lebten im Wasatch County 15.215 Menschen. Es gab 4743 Haushalte und 3870 Familien. Die Bevölkerungsdichte betrug 5 Einwohner pro Quadratkilometer. Ethnisch betrachtet setzte sich die Bevölkerung zusammen aus 95,62 % Weißen, 0,22 % Afroamerikanern, 0,43 % amerikanischen Ureinwohnern, 0,30 % Asiaten, 0,10 % Bewohnern aus dem pazifischen Inselraum und 1,96 % aus anderen ethnischen Gruppen; 1,38 % stammten von zwei oder mehr ethnischen Gruppen ab. 5,09 % der Bevölkerung waren spanischer oder lateinamerikanischer Abstammung.
Von den 4743 Haushalten hatten 46,20 % Kinder und Jugendliche unter 18 Jahre, die bei ihnen lebten. 71,00 % waren verheiratete, zusammenlebende Paare, 7,50 % waren allein erziehende Mütter. 18,40 % waren keine Familien. 14,30 % waren Singlehaushalte und in 5,00 % lebten Menschen im Alter von 65 Jahren oder darüber. Die Durchschnittshaushaltsgröße betrug 3,18 und die durchschnittliche Familiengröße lag bei 3,55 Personen.
Auf das gesamte County bezogen setzte sich die Bevölkerung zusammen aus 34,20 % Einwohnern unter 18 Jahren, 9,90 % zwischen 18 und 24 Jahren, 29,00 % zwischen 25 und 44 Jahren, 18,50 % zwischen 45 und 64 Jahren und 8,40 % waren 65 Jahre alt oder darüber. Das Durchschnittsalter betrug 30 Jahre. Auf 100 weibliche Personen kamen 103,30 männliche Personen, auf 100 Frauen im Alter ab 18 Jahren kamen statistisch 99,50 Männer.
Das jährliche Durchschnittseinkommen eines Haushalts betrug 49.612 USD, das Durchschnittseinkommen der Familien betrug 52.102 USD. Männer hatten ein Durchschnittseinkommen von 37.399 USD, Frauen 23.571 USD. Das Prokopfeinkommen betrug 19.869 USD. 5,20 % der Bevölkerung und 4,20 % der Familien lebten unterhalb der Armutsgrenze. 5,60 % davon waren unter 18 Jahre und 4,00 % waren 65 Jahre oder älter.

## Städte und Orte
- Center Creek
- Charleston
- Cranmer
- Daniel
- Hailstone
- Heber City
- Hideout
- Independence
- Jordanelle
- Keetley
- Midway
- Mound City
- Soldier Summit
- Three Forks
- Timber Lakes
- Wallsburg